# 인용
인용(引用, quotation)은 하나 이상의 저작물을 원저자를 밝히고 널리 알려진 형식을 사용하여 다른 저작물에 이용하는 것을 말한다. 타 저작물을 이용하면서 인용임을 밝히지 않으면 표절이 될 수 있다. 인용은 또한 다른 표현 형태를 반복적으로 사용하는 것을 말하기도 하는데, 특히 그림, 영화의 장면, 음악의 일부 등 예술적 작품의 섹션으로 사용되기도 한다.
인용은 공정 이용에서 저작권이 있는 글을 사용하는 방법의 하나이다.

## 인용의 필요성
인용은 여러 가지 이유에서 사용된다. 인용은 의미를 명확하게 하거나 인용되는 글의 주장을 뒷받침할 때, 또는 인용되는 글에 대한 직접적인 정보를 제공하는 경우에 사용된다. 이는 단순히 논의를 위해서일 수도 있고, 원작자에 대한 경의를 표하기 위한 것일 수도 있으며, 보다 읽기 편하게 하기 위한 것일 수도 있다. 인용은 영감이나 호소를 표현하기 위해 사용되기도 한다.

## 베른 협약
전 세계 160개 국가가 가입한 베른 협약에는 인용에 대하여 다음과 같이 규정하고 있다.
제10 조
(1) 이미 적법하게 공중에 제공된 저작물을 인용하는 것은 허용된다. 다만, 그 인용이 공정한 관행과 양립하고, 그 범위가 목적에 의하여 정당화되는 범위를 넘지 않아야 하며 이 경우 언론요약의 형태로, 신문기사와 정기간행물을 인용하는 것을 포함한다.

(2) 정당화되는 범위내에서, 교육을 위하여 문학 또는 예술적 저작물을 도해로서 발행•방송 또는 녹음이나 사용하도록 허락하는 것은 동맹국의 입법, 그리고 동맹국들 사이에 존재하고 있는, 또는 체결될 특별 협정에 맡긴다. 다만, 그러한 사용은 공정한 관행과 양립하여야 한다.

(3) 이 조의 전항들에 따라 저작물이 사용되는 경우에, 출처와 저작물 위에 저작자의 성명이 나타나게 되면 그 성명을 명시한다.

즉, 그 내용은 구체적인 정도로 어디까지 저작자의 인용권을 보장할 것인가는 각국의 법현실과 법률 규정 등에 따라 다를 수 있으며, 그 나라에 가장 합리적인 법위를 알아서 정하되, 출처와 저작자 표기만큼은 가입한 160개 국이 반드시 준수하도록 요구하고 있다.
그 이유는, 구체적인 사정은 각 국마다 다를 수 있으나, 인용과 표절의 핵심적인 차이는, 인용은 남의 저작물임을 표시하고, 그것을 내가 적절하게 이용하는 것인 반면에, 표절은 남의 저작물을 이용하면서, 마치 내가 원래의 저작자인양, 훔치고 사기치는 개념이므로, 그 핵심적 구별요소는 바로 출처와 저작자 표기의 생략여부에 따라 인용과 표절이 구분된다는 것이다. 따라서, 구체적인 인용권의 허용과 제한은 각국에서 알아서 정해도 상관없으나, 출처와 저작자 표기는 반드시 강제하라는 것이 베른 협약의 내용이다.

## 대한민국
대한민국의 사용자들은 저작권법상 저작권이 보호된 저작물을 합법적인 인용의 다섯 가지 요건을 만족할 때 저작권자의 허락 없이도 사용이 가능하다.
주로 저작물의 일부의 인용이며, 짧은 문구나 시, 가사, 사진 등은 그 전부의 인용이 가능할 수도 있다.

### 표준 인용법
그동안 대한민국 법학계에서는 각종 문헌의 인용법에 대해 그 통일된 표준방식이 없다가, 사단법인 한국법학교수회는 《논문작성 및 문헌인용에 관한 표준안》을 만들어 배포하였다. 미국에서는 하버드 법대의 논문 작성법 《블루북》이 표준으로 작용한다는 점에서, 한국법학교수회의 표준 매뉴얼은 나름대로의 의미가 있다. 

### 저작권법 제28조
저작권법 (대한민국 법률 제8101호. 2006.12. 28.)
제28조(공표된 저작물의 인용) 공표된 저작물은 보도·비평·교육·연구 등을 위하여는 정당한 범위 안에서 공정한 관행에 합치되게 이를 인용할 수 있다.
저작권법 시행령 (대통령령 제20135호. 2007.6. 29.)
제10조 (정당한 범위 등의 기준) 문화관광부장관은 법 제28조에 따른 정당한 범위와 공정한 관행에 관한 지침을 정하여 고시할 수 있다.

### 합법적인 인용의 다섯 가지 요건
미국 저작권법과 판례에 의하면 네 가지 요건을 제시하고 있다.
한국에서는 다섯 가지 요건을 요구하는데, 그 요건이 상당히 추상적인 문구로 되어 있어 해석상 명백한 기준을 제공하고 있는 것이라고는 볼 수 없고,결국은 구체적인 경우에 있어서 법원의 판단에 최종적으로 일임되어 있다.

#### 1. 인용 대상
인용될 저작물은 공표된 저작물이어야 한다. 즉, 언론이나 기타 매체나 인터넷에 의해 많은 불특정 다수에게 공표된 것이어야 한다. 개인이 비밀스럽게 소장하고 있는 것은 공표된 저작물이 아니다. 인용의 객체는 저작물이기에, 글, 그림, 사진, 동영상, 음악 등 모든 저작물이 포함된다. 인용은 어문저작물에만 한정되는 것은 아니며 영화, 라디오, TV 프로그램 등에서도 인정될 수 있다.

#### 2. 인용 목적
보도, 비평, 교육, 연구 그리고 그에 준하는 경우에 인용이 가능하다.

#### 3. 인용 정도
정당한 범위 안에서의 인용이어야 한다. 즉, 항목 설명이 주된 구성 부분이고, 인용은 부수적이어야 한다. 주종관계가 바뀌면 안 된다. "인용"이 원문보다 길어서는 안 된다. 특히 인용으로 인해서 원작품의 상품가치가 떨어지면 안 된다.
예를 들어, 월러슈틴의 저서 "지식의 불확실성"을 설명하며 이 책이 200페이지인데 이중 10% 이상인 20페이지를 그대로 인용하거나, 또는 이효리 항목을 백과사전 설명한다고 하면서, 설명이 아무리 길고 자세하다고 하여도, 이효리의 저작권이 있는 사진 수백장을 올리면, 이는 "정당한 범위"의 인용이 아니다.
"그러나 항상 인용하는 저작물이 일부분이어야 한다고 생각할 필요는 없다. 짧은 문구나 시, 가사, 사진 등은 그 전부를 인용할 수도 있기 때문이다. 한편, 잡지나 신문 등에서의 보도를 위한 인용의 범위에 대해서는 그 해석이 쉽지 않다고 생각된다. 인용이란 명분으로 무단 복제를 하는 것은 허락받고 행하는 전재와 그 개념이 다르기 때문에, 보도의 범위를 벗어난 인용이나 이용은 저작권 침해가 될 가능성이 많다. 예를 들어, 화가의 전시회나 음악가의 연주회 소식을 방영하면서 전체 그림을 모두 녹화하거나 전체 연주를 모두 녹음하여 방영한다면, 이는 인용이라고 할 수 없을 것이다. 특히, 남의 그림이나 사진을 표지 또는 광고에 쓰는 것은 인용이라고 할 수 없다."

#### 4. 필연성
공정한 관행에 합치하는 인용이어야 한다. 항목 설명과 사진, 글 등의 인용은 연관성이 있어야 한다. 예를 들어, 남자 설명을 하는데, 여자 연예인 사진을 인용하면 안 된다. 항목설명과 인용은 "연관성"이 있어야 한다.

#### 5. 출처 명시
출처를 명시해야 하는 것은 저작권 있는 저작물 이용시의 필수요건이며, 이를 생략하면 저작물 절도행위인 표절이 된다. 저작권법 제37조에 규정되어 있다.
제37조 (출처의 명시) ①이 관의 규정에 따라 저작물을 이용하는 자는 그 출처를 명시하여야 한다. 다만, 제26조·제29조 내지 제32조 및 제34조의 경우에는 그러하지 아니하다. 

②출처의 명시는 저작물의 이용 상황에 따라 합리적이라고 인정되는 방법으로 하여야 하며, 저작자의 실명 또는 이명이 표시된 저작물인 경우에는 그 실명 또는 이명을 명시하여야 한다.
한편 이러한  합법적인 인용의 다섯 가지 요건이 잘 기능하도록 했을 때 보여지는 좋은 인용의 형태로는 참고가 있다.

#### 6. 기타
저작권 위원회에서는 인용 저작물에는 원칙적으로 변형을 가할 수 없다고 하고 있다. 그러나 예외적으로 그 인용목적이나 용도, 기타 부득이한 경우에는 변형을 인정할수도 있다.

### 변경
인용을 하면서 약간의 수정이나 변경을 하였다 하더라도 인용되는 저작물의 기본적 동일성에 변함이 없고,그 표현의 본질적 특성을 그대로 감득할 수 있다면 역시 인용이라고 보아야 할 것이다. 그러나 변형인지 아닌지와 상관없이  저작권의 보호를 받는 저작물의 주요 내용을 인용으로 언급하는 것은 여전히 저작권에 저촉될수 있다는 점에서 이 역시 저작권의 출처명시 표기를 하지 않는 맥락에서와 같이 그 의도가 저작권위반의 판단에 있어서 중요하겠다.  또한 인용자가 '정당한 범위' 또는 '공정한 이용'으로 이를 인식하고 인용을 시도하였더라도 인용의 변형 및 인용정도와는 상관없이 저작물의 가치가 침해받게되는 효과가 발생한다면 이는 여전히  저작권 위반의 여지가 남게된다.

### 판례
- 저작권법 제28조는 공표된 저작물은 보도·비평·교육·연구 등을 위하여는 정당한 범위 안에서 공정한 관행에 합치되게 이를 인용할 수 있다고 규정하고 있는데, 정당한 범위 안에서 공정한 관행에 합치되게 인용한 것인지 여부는 인용의 목적, 저작물의 성질, 인용된 내용과 분량, 피인용저작물을 수록한 방법과 형태, 독자의 일반적 관념, 원저작물에 대한 수요를 대체하는지 여부 등을 종합적으로 고려하여 판단하여야 한다.[7]
- 저작권법 제28조 소정의 보도, 비평 등을 위한 인용의 요건 중의 하나인 "정당한 범위"에 들기 위하여서는 그 표현형식상 피인용저작물이 보족, 부연, 예증, 참고자료 등으로 이용되어 인용저작물에 대하여 부종적 성질을 가지는 관계(즉, 인용저작물이 주이고, 피인용저작물이 종인 관계)에 있다고 인정되어야 할 것이다.[8]
- 저작권법 제28조는 공표된 저작물은 보도·비평·교육·연구 등을 위하여는 정당한 범위 안에서 공정한 관행에 합치되게 이를 인용할 수 있다고 규정하고 있는바, 정당한 범위 안에서 공정한 관행에 합치되게 인용한 것인가의 여부는 인용의 목적, 저작물의 성질, 인용된 내용과 분량, 피인용저작물을 수록한 방법과 형태, 독자의 일반적 관념, 원저작물에 대한 수요를 대체하는지 여부 등을 종합적으로 고려하여 판단하여야 할 것이고, 이 경우 반드시 비영리적인 이용이어야만 교육을 위한 것으로 인정될 수 있는 것은 아니라 할 것이지만, 영리적인 교육목적을 위한 이용은 비영리적 교육목적을 위한 이용의 경우에 비하여 자유이용이 허용되는 범위가 상당히 좁아진다.[9]
- 2006년 판례
  - [1] 저작권법 제28조에서 정한 정당한 범위 안에서 공정한 관행에 합치되게 인용한 것인지 여부의 판단 기준
  - [2] 인터넷 검색사이트에서 원저작자의 허락을 받지 아니하고 그의 사진작품을 이미지검색의 이미지로 사용한 경우, 저작권법상 정당한 범위 안에서 공정한 관행에 합치되게 사용한 것이라고 본 원심의 판단을 수긍한 사례[10]

## 미국
미국에서는 인용으로 논하기보다는 공정 이용으로 주로 논한다. 공정 이용 참조.

## 참고 자료
- 서재기, "저작권법상 인용의 판단 기준에 관한 小考", 서강대학교 언론대학원 언론학과 석사학위논문, 1998 Available at RISS: http://www.riss4u.net/link?id=U7193318_
- 이대희, 저작권법상의 공정이용(fair use)의 법리에 관한 비교법적 연구", 경영법률 제10권, 한국경영법률학회, 2000 Available at RISS: http://www.riss4u.net/link?id=A19679029
- 김용섭, "디지털시대의 저작권법상 공정이용법리에 관한 법적고찰", Available at KREF: http://kref.naver.com/doc.naver?docid=2557458%5B깨진+링크(과거+내용+찾기)%5D
- 박성호, "인터넷상의 저작물 이용에 관한 법적 고찰", Available at KREF: http://kref.naver.com/doc.naver?docid=2522076%5B깨진+링크(과거+내용+찾기)%5D
- 李珍揆, "著作物의 自由利用에 관한 硏究", 전남대학교 법학과 석사학위논문, 1999 Available at RISS: http://www.riss4u.net/link?id=U8987314_002
- 나은철, "디지털 사진 저작물과 저작권 보호 인식에 관한 연구 :인터넷 사용자의 인식 중심으로", 성균관대학교 언론정보대학원 커뮤니케이션학과 석사학위논문, 2003 Available at RISS: http://www.riss4u.net/link?id=U9204472_002
- 김진민, "방송저작물의 공정사용(Fair Use)에 관한 연구 :입법례 및 판례에 나타난 적용범위 및 한계를 중심으로", 계명대학교 신문방송학과, 석사학위논문, 1999 Available at RISS: http://www.riss4u.net/link?id=U10427101_003
- 최정렬, "저작권의 자유이용에 관한 연구 :저작권법의 해석론을 중심으로", 경기대학교 법학과 석사학위논문, 1999 Available at RISS: http://www.riss4u.net/link?id=U7498674_003
- 임성묵, "저작권법상 FAIR USE 법리에 관한 연구", 한남대학교 법학과 석사학위논문, 2005 Available at RISS: http://www.riss4u.net/link?id=U10021418_002
- 남은하, "미 저작권법상의 공정이용원리에 관한 연구 :인터넷 시대의 공정이용원리의 적용가능성 탐색을 중심으로", 연세대학교 영상대학원 멀티미디어저널리즘 석사학위논문, 2003 Available at RISS: http://www.riss4u.net/link?id=U8615347_002
- 고성일, "디지털 음악제작과정에서의 표절에 관한 연구:사례연구와 전문가 심층인터뷰를 중심으로", 단국대학교 정보통신대학원 석사학위논문, 2006 Available at RISS: http://www.riss4u.net/link?id=U10537236_003
- 최성희, "유사광고의 저작권 침해에 관한 연구", 연세대학교 언론홍보대학원 석사학위논문, 1999 Available at RISS: http://www.riss4u.net/link?id=U7607167_003
- 권영준, "저작권침해소송에 있어서 실질적 유사성 판단기준", 서울대학교 법학과 석사학위논문, 2006 Available at RISS: http://www.riss4u.net/link?id=U10317650_003
- 송윤석, "표절에 의한 저작권침해판단의 적용기준에 관한 연구 :드라마 「여우와 솜사탕」사건을 중심으로", 연세대학교 법무대학원 석사학위논문, 2003 Available at RISS: http://www.riss4u.net/link?id=U8957582_002
- 임기현, "저작권법상 창작성에 관한 고찰", 경희대학교 법학과 석사학위논문, 1999 Available at RISS: http://www.riss4u.net/link?id=U7351749_003

## 같이 보기
- 공정 이용
- 저작권
- 표절